# Kaj Køngerskov
Kaj Køngerskov (16. november 1917 - 6. oktober 2016) var en dansk atlet. Han var under hele karrieren medlem af Københavns IF. Han vandt to sølv- og to bronzemedaljer ved de danske mesterskaber i højdespring.

## Danske mesterskaber
- Bronze 1947: Højdespring 1,80 meter
- Bronze 1947: Højdespring 1,80 meter
- Sølv 1938: Højdespring 1,80 meter
- Sølv 1937: Højdespring 1,80 meter

## Personlige rekorder
- 110 meter hæk: 16,0 sekunder, 1940
- Højdespring: 1,85 meter, 1938
- Længdespring: 6,17 meter, 1934
- Stangspring: 3,50 meter, 1937